# Шабле

Флаг Шабле

Шабле (фр. Chablais) — северная провинция Савойского герцогства, примыкавшая к Женевскому озеру. С середины XIX века разделена между Францией и Швейцарией.

## География
Начиная ещё с древнеримских времён как Шабле обозначали регион, лежавший южнее Женевского озера. Большая, западная его часть — с побережьем озера, городами Тонон-ле-Бен и Эвиан-ле-Бен и бассейном реки Дранс входят во французский департамент Верхняя Савойя. Восточная часть разделена между швейцарскими кантонами Во (округ Эгль) и Вале (округ Монтей).
Географически регион Шабле находится на пересечении Савойских, Фрибурских и Бернских Альп. Высочайшей его вершиной является Верхнее Симе (Haute Cime) высотой в 3.257 метров.

## История

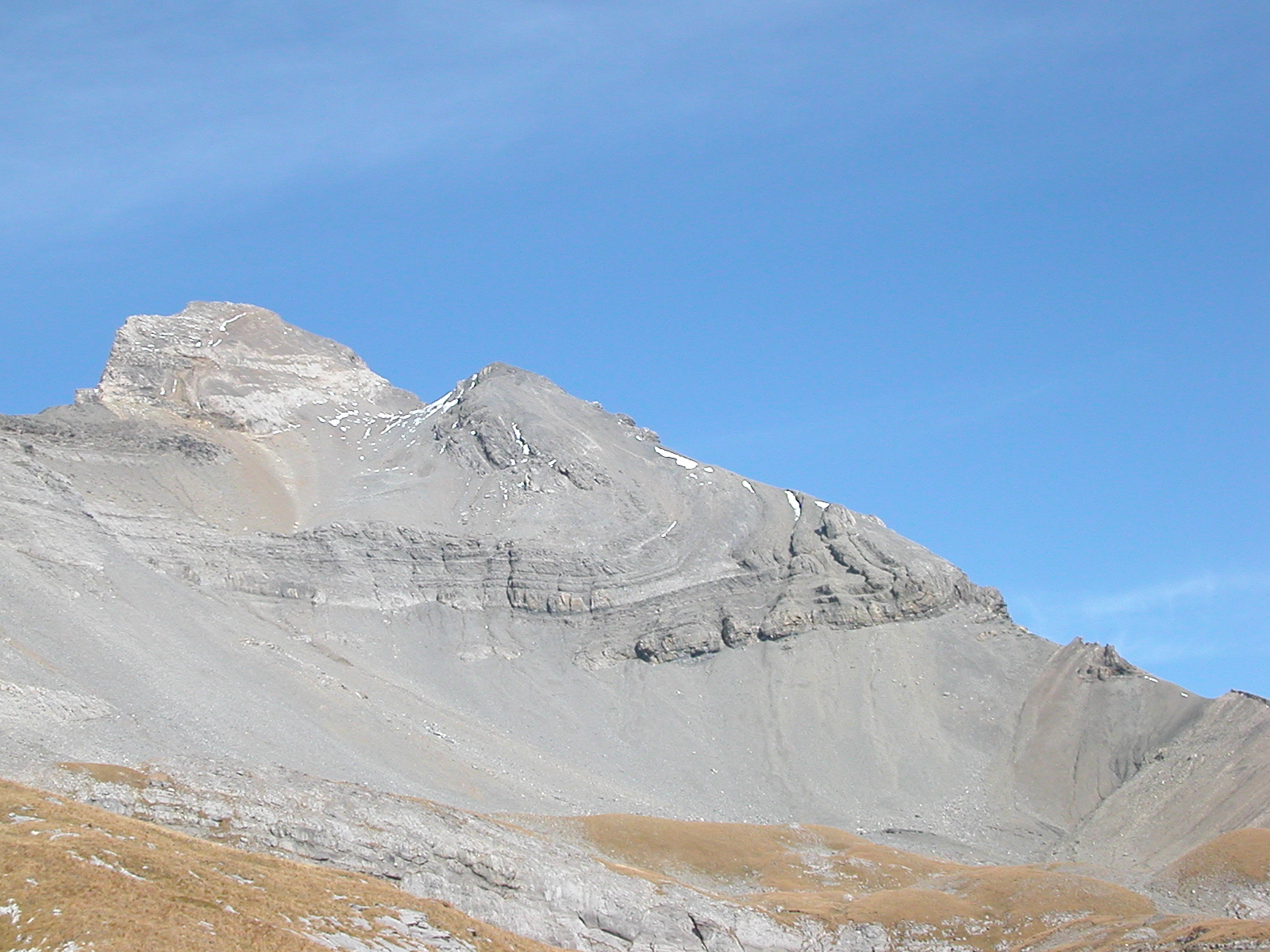
Высшая точка Шабле — гора От-Сим

В раннем средневековье Шабле принадлежало монахам аббатства Сен-Морис, но в 1032 году оно переходит в руки Савойского дома. В 1475 году кантон Берн захватывает восточную часть Шабле (округ Эгль), а в 1536, при помощи кантона Вале — и весь регион. По договорам в Лозанне (в 1564) и Тононе (в 1569) Савойя получила обратно свои здешние владения — за исключением фогтства Монтей, оставшегося в составе Вале. В 1528 году в Шабле прошла Реформация, однако во второй половине XVI века благодаря активной деятельности и проповедям епископа из Анси святого Франциска Сальского и монахов-капуцинов в 1594—1598 годах позиции католической церкви в Шабле были восстановлены.
В 1792—1815 годах Шабле входил в состав Франции, затем был вновь передан Савойе, вместе с которой стал частью Сардинского королевства, в составе которого был объявлен демилитаризованной зоной. В 1859—1860 годах западное Шабле вошло в состав Франции, однако это её территориальное приобретение ещё длительное время оспаривалось Швейцарией. До 1919 года здесь существовала «зона свободной торговли» (grande zone franche), занимавшая площадь до 3790 км², то есть 86 % департамента Верхняя Савойя.

## Туризм
В настоящее время Шабле является одним из центров горного туризма и лыжного спорта (Шампери, Морзин, Пор-дю-Солейль и др.), а также бальнеологическим курортом (Тонон-ле-Бен и Эвиан-ле-Бен).